# Bulbophyllum sanguineopunctatum
Bulbophyllum sanguineopunctatum là một loài phong lan thuộc chi Bulbophyllum.